# 陳矯
陳 矯（ちん きょう、? - 237年）は、中国後漢末期から三国時代の政治家。魏に仕えた。字は季弼。徐州広陵郡東陽県の人。子は陳本・陳騫・陳稚。『魏氏春秋』によると、元々は劉姓であったが、母方の陳姓に改めたとある。『三国志』に独立した伝がある。

## 生涯
性格は誠実で実直。政治手腕に優れ、主君に対しても、間違いがあれば諌めるほど、豪胆な一面があった。
戦乱を避けて一時江東に避難していた。袁術や孫策の招聘を受けたがこれを拒絶し故郷に帰り、太守陳登の招聘に応じた（徐宣伝によると、徐宣と共に郡の綱紀になったとあるが、二人とも不仲であった）。陳登には許との連絡役を任されるなど厚遇され、友人同様の付き合いをした（このころに薛悌とも交流したとある）。江東の孫権が北上し陳登を攻撃した際は、曹操に弁舌を尽くして援軍を求めた。感心した曹操は陳矯に家臣となるよう求めたが、陳登が窮地にあることを理由にこれを拒絶されている。曹操の援軍を受けた陳登は撤退する孫権軍を追撃し、これを大いに破った。
後に曹操から正式な招聘を受け、司空掾属・相県令・征南長史・彭城太守・楽陵太守・魏郡西部都尉を務めた。父への孝行のため逮捕された囚人を、その孝に免じて赦免した。やがて魏郡太守となる。そこでは前任者が刑罰の軽重に拘るあまり、法律に叛いた囚人を拘束したまま、長期間未決の状態で放置していることを知ったため、自分で調べ短期間で判決を行なった。曹操が遠征すると、丞相長史として召喚されこれに随行し、遠征から帰還すると再び魏郡太守に戻り、西曹属となった。曹操の漢中征伐にも随行し、帰還後に尚書となった。
曹操が鄴に戻る前に洛陽で死去すると、大勢の意見に反して曹丕に対し、争乱の元を断つため勅命を待たず魏王に即位すべきだという旨の進言をした。このときの陳矯の処置の的確さが曹丕に評価され、曹丕（文帝）の即位後は吏部・高陵亭侯・尚書令となった。曹叡（明帝）の時代には東郷侯となり六百戸の所領を有した。曹叡が尚書令の役所に赴き、自ら文書を調べようとしたときは、天子と臣下の職分を説き、これを諌めた。侍中・光禄大夫となり、司徒まで昇った。
237年死去した。諡は貞侯。
長子の陳本は曹芳（斉王）や曹髦（高貴郷公）の時代に政治に参与し、統率や行政手腕に長けたため、鎮北将軍・仮節・都督河北諸軍事にまで昇進した。次子の陳騫は司馬昭・司馬炎父子に協力し、晋の成立と発展に協力した人物であり、『晋書』に立伝されている。陳矯伝に引用された『世語』においても、機略に富んだ発言が載せられている。陳矯の子孫は西晋・東晋を通じ貴族として続いた。

## 三国志演義
小説『三国志演義』においては、曹仁の参謀として登場する。赤壁の戦いの後、荊州南郡に侵攻した孫権軍の周瑜の侵攻を守備している。曹操に授けられた秘策を用い、周瑜に毒矢を浴びせるなど苦戦させるが、同じく荊州制覇を狙う劉備軍の諸葛亮に捕虜とされ、印璽を取り上げられた上で、その調略に利用されている。